# Champion
Champion是美国一家服装制造商，主要生產和銷售运动服装。该公司是汉佰公司的子公司。Champion由芬布鲁姆（Feinbloom）兄弟于1919年創辦，當時名为 “尼克博克针织公司”（Knickerbocker Knitting Company）。20世纪30年代，公司更名为“Champion Knitting Mills Inc.”。  